# Celler Vall-Llach
Celler Vall Llach és un celler fundat l'any 1997 pel cantant Lluís Llach i el notari Enric Costa, situat a Porrera dins la Denominació d'Origen Qualificada Priorat. Construït l'any 1881, fou restaurat poc després de l'any 2020 i també catalogat.
L'any 2009 exportà el 65% de la seva producció. Les marques dels seus vins són Idus, Embruix i, sobretot, Vall Llach, al qual Robert Parker va atorgar una qualificació de 94 punts.
La primera verema del celler és la de 1998, que arribà al mercat a finals de l'any 2000. Celler Vall-Llach té en propietat o lloguer una selecció de finques velles d'entre 90 i 110 anys, de carinyena i garnatxa, que li asseguren un most exclusiu per a les seves seleccions. A principis dels anys 1990, compraren un conjunt de finques amb varietats que complementaren les existents tradicionals, principalment amb les varietats merlot, cabernet sauvignon i sirà.
Des de l'any 2008, el Celler Vall Llach convoca el Certamen Terra i Cultura - Premi Miquel Martí i Pol, un premi músic-literari que s'atorga a la millor composició musical original basada en un poema en llengua catalana.
El 10 de gener de 2021, arran de les fortes nevades de la borrasca Filomena, la teulada de l'edifici cedí al pes de la neu acumulada damunt seu i s'enfonsà, enduent-se una de les parets laterals que cedí també ensorrant l'edifici. A causa de l'ensorrament, es veié afectada la producció i estoc de vins dels anys 2018, 2019, i 2020 que encara no s'havien pogut comercialitzar a causa de l'alentiment en les exportacions cap a mercats com el nord-americà. L'edifici, però estava assegurat així com el material de tines i maquinària del seu interior.